# Liste der Gemeinden im Komitat Bács-Kiskun

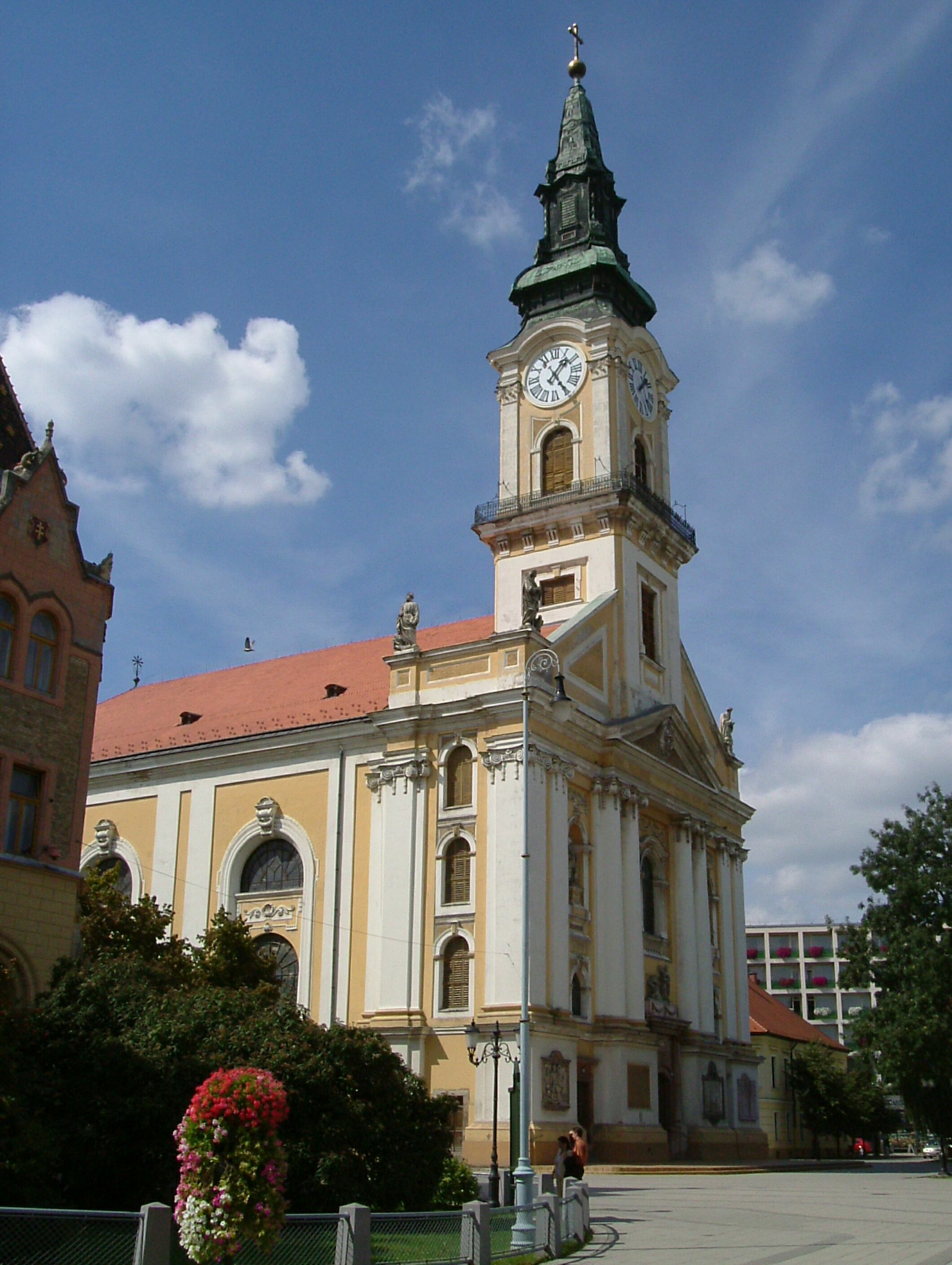
Kecskemét ist die größte Stadt im Komitat

Diese Liste umfasst die Städte und Gemeinden des Komitats Bács-Kiskun in Ungarn. Es bestehen in Bács-Kiskun insgesamt 119 Gemeinden, davon 22 Gemeinden mit, und 97 Gemeinden ohne Stadtrecht.
Jede Gemeinde hat einen direkt von den Bürgern gewählten Bürgermeister (ungarisch polgármester). Jede Gemeinde verfügt über eigene Einnahmen, kann aber auch Zuschüsse aus dem zentralen Staatshaushalt erhalten. Zu den Verpflichtungen der Gemeinden gehören u. a. die Sicherung des Grundschulunterrichts, die Gewährleistung der medizinischen und sozialen Grundversorgung, sowie das Geltendmachen der nationalen und ethnischen Minderheitenrechte.
Der Minderheitenschutz ist eine Besonderheit der ungarischen Kommunalverwaltung. Seit 1993 bestehen für die dreizehn autochthonen ethnischen Minderheiten in Ungarn gesetzliche Regelungen zur Selbstverwaltung. Die seitdem entstanden Minderheiten-Selbstverwaltungen bestehen aus gewählten, in die kommunale Verwaltung integrierten Organen, welche die Interessen der Minderheiten vertreten. Sie sind teils sehr unterschiedlich ausgeprägt bzw. organisiert, bieten aber den jeweiligen Bürgern weitreichende sprachliche und kulturelle Autonomie.
Alle Angaben beruhen auf der Volkszählung vom 1. Januar 2022

## Städte
| Selbstverwaltungen der Minderheiten (2010)                                                       | Selbstverwaltungen der Minderheiten (2010) | Selbstverwaltungen der Minderheiten (2010) |
| ------------------------------------------------------------------------------------------------ | ------------------------------------------ | ------------------------------------------ |
| d de                                                                                             | Selbstverwaltung der Deutschen             | 25 Gemeinden                               |
| h hr                                                                                             | Selbstverwaltung der Kroaten               | 13 Gemeinden                               |
| r rom                                                                                            | Selbstverwaltung der Roma                  | 40 Gemeinden                               |
| s sk                                                                                             | Selbstverwaltung der Slowaken              | 3 Gemeinden                                |
| Weitere Selbstverwaltungen bestehen für im Komitat Bács-Kiskun beheimatete Serben (2 Gemeinden). |                                            |                                            |

### Städte mit Komitatsrecht
Eine Stadt mit Komitatsrecht (ungarisch megyei jogú város) erfüllt im Bereich der Komitatsverwaltung zusätzliche Aufgaben gegenüber den anderen Städten und Gemeinden des Komitats.
- Kecskemét d, h, r 108.817 Einwohner

### Städte ohne Komitatsrecht
| Stadt             | Einwohner | Stadt          | Einwohner |
| ----------------- | --------- | -------------- | --------- |
| Bácsalmás d, h, r | 6.272     | Kiskunhalas d  | 26.129    |
| Baja d, h, r, s   | 33.364    | Kiskunmajsa    | 11.172    |
| Dunavecse         | 3.839     | Kunszentmiklós | 8.223     |
| Hajós d           | 2.768     | Lajosmizse     | 11.504    |
| Izsák             | 5.388     | Mélykút        | 4.686     |
| Jánoshalma        | 8.249     | Solt           | 6.000     |
| Kalocsa h         | 14.640    | Soltvadkert d  | 7.081     |
| Kecel d           | 8.141     | Szabadszállás  | 6.035     |
| Kerekegyháza      | 6.689     | Tiszakécske    | 12.113    |
| Kiskőrös d, r, s  | 13.487    | Tompa          | 4.290     |
| Kiskunfélegyháza  | 28.615    |                |           |

## Gemeinden

### Großgemeinden
Eine Großgemeinde (ungarisch nagyközség) besteht meist aus mehreren Ortsteilen.
| Großgemeinde   | Einwohner | Großgemeinde | Einwohner |
| -------------- | --------- | ------------ | --------- |
| Bácsbokod d, h | 2.286     | Lakitelek    | 4.903     |
| Bugac          | 2.602     | Sükösd       | 3.425     |
| Dunapataj      | 3.021     | Tiszaalpár   | 5.019     |
| Harta d        | 3.120     |              |           |

### Gemeinden
| - Ágasegyháza - Akasztó - Apostag - Bácsborsód d - Bácsszentgyörgy - Bácsszőlős - Ballószög - Balotaszállás - Bátmonostor - Bátya h - Bócsa - Borota - Bugacpusztaháza - Császártöltés d - Csátalja d | - Csávoly d, h - Csengőd - Csikéria d, h - Csólyospálos - Dávod - Drágszél - Dunaegyháza s - Dunafalva d - Dunaszentbenedek - Dunatetétlen - Dusnok d, h - Érsekcsanád d - Érsekhalma - Fajsz d - Felsőlajos | - Felsőszentiván - Foktő - Fülöpháza - Fülöpjakab - Fülöpszállás - Gara d, h - Gátér - Géderlak - Harkakötöny - Helvécia - Hercegszántó h, s - Homokmégy - Imrehegy - Jakabszállás - Jászszentlászló | - Kaskantyú - Katymár d, h - Kelebia - Kéleshalom - Kisszállás - Kömpöc - Kunadacs - Kunbaja d - Kunbaracs - Kunfehértó - Kunpeszér - Kunszállás - Ladánybene - Madaras - Mátételke | - Miske d, r, s - Móricgát - Nagybaracska - Nemesnádudvar d - Nyárlőrinc - Ordas - Öregcsertő - Orgovány - Páhi - Pálmonostora - Petőfiszállás - Pirtó - Rém - Soltszentimre - Szakmár | - Szalkszentmárton - Szank - Szentkirály - Szeremle - Tabdi - Tass - Tataháza - Tázlár - Tiszaug - Újsolt - Újtelek - Uszód - Városföld - Vaskút d, h - Zsana |